# Devenir Europeo
Devenir Europeo és una organització neonazi d'àmbit espanyol. L'associació està registrada legalment al Registre Nacional d'Associacions del Ministeri de l'Interior espanyol. Els seus membres es declaren obertament nacionalsocialistes sense cap pretensió de convertir l'associació en partit polític. D'entre les seves publicacions destaquen les revistes Devenir Europeo, Frente Femenino, Europae, Nuestros Héroes, Eowyn, Castella, Religada, Cuadernillos Autónomos, discos de música i vídeo, així com diversos llibres de temàtica nostàlgica nazi. D'entre els seus actes públics destaca la celebració anual del "Día de la Sangre" durant el qual organitzen xerrades d'adoctrinament amb destacats membres de la ultradreta com Ramón Bau, fundador del Cercle Espanyol d'Amics d'Europa (CEDADE) i del Cercle d'Estudis Indoeuropeus, i també han realitzat homenatges a personatges destacats del nazisme com Rudolf Hess, Hermann Wilhelm Göring, o Gerhard Bremer.